# Диксон, Кромвель
Кромвель Диксон (англ. Cromwell Dixon; 9 июля 1892, Сан-Франциско, Калифорния — 2 октября 1911, Спокан, Вашингтон) — подросток-пилот дирижабля и первый человек, перелетевший на самолёте через Континентальный водораздел в сентябре 1911 года.

## Биография
Родился в Сан-Франциско; позже его семья переехала в Колумбус. Ещё мальчиком Диксон продемонстрировал свои изобретательские способности, построив американские горки для соседских детей; в 1903 году он построил свой собственный мотоцикл. В 14 лет, его назвали «самым молодым аэронавтом в мире», когда он получил первый приз за дирижабли в 1907 году на Международном турнире по воздухоплаванию в Сент-Луисе, со своим самодельным дирижаблем на человеческой тяге, который он называл «небесным циклом».- Он пролетел восемь миль и по пути пересек Миссисипи. После этого успеха он выпустил акции для финансирования механической версии своего дирижабля. В свой семнадцатый день рождения он летал на самодельном дирижабле над Дейтоном, штат Огайо. Он продолжал показывать свои дирижабли по всей территории Соединенных Штатов и Канады вплоть до 1910 года. 4 сентября 1910 года он чуть не упал в море вместе со своим дирижаблем с мотором, когда двигатель отказал на высоте 500 футов (150 м) во время полета на Гарвардском авиационном собрании в Бостоне, штат Массачусетс. В конце концов он приземлился всего в 10 футах (3,0 м) от кромки воды.
К 1911 году Диксон перешел на более тяжелые летательные аппараты, летая на «Кертиссе», и 6 августа 1911 года он получил лицензию пилота воздушного судна (№ 43). В сентябре 1911 года он выступал в своем самолёте Кертисса «Толкач» на ярмарке в Хелене, штат Монтана. 30 сентября он вылетел из Хелены в Блосбург, примерно в 15 милях к западу, через перевал Маллан. Полет занял 26 минут, и, завершив его, Диксон стал первым авиатором, пересекшим Континентальный водораздел. В тот же день он улетел обратно в Хелену. Обратный полет оказался более сложным; У Диксона возникли проблемы с достижением необходимой высоты, и полет занял 43 минуты. Его достижение принесло ему награду в 10 000 долларов, подаренных губернатором Эдвином Л. Норрисом.

## Смерть
Он погиб через два дня в Спокане, штат Вашингтон, на межштатной ярмарке. Объявленный самым молодым лицензированным авиатором в Соединенных Штатах, он совершил свой первый полет в 3 часа дня, после того как у него возникли некоторые проблемы с двигателем. Пролетая на своем биплане перед 12 000 зрителей, самолёт упал с высоты 100 футов (30 м) в Северную Тихоокеанскую железную дорогу, срезанную к северу от ярмарочной площади из-за сильного подветренного ветра. Он умер меньше чем через час в больнице.
Его могила представляет собой небольшой прямоугольный известняковый камень с табличкой, на которой написано: «Кромвель Диксон, самый молодой авиатор в мире, любимый всеми». Похоронен на кладбище Гринлоун, в его родном городе Колумбус.

## Наследие
Памятник в память о его историческом полете через Континентальный разлом был установлен в 1912 году, но за эти годы его несколько раз переносили. Наконец, 6 октября 2009 года он был размещен в Моррисон-парке, к юго-западу от регионального аэропорта Хелены. За неделю до этого 30 сентября было объявлено «Днем Кромвеля Диксона» комиссарами округа Льюис и Кларк.
Кромвель Диксон драйв в Хелене назван в его честь.